# Oonops oblucus
Oonops oblucus là một loài nhện trong họ Oonopidae.
Loài này thuộc chi Oonops. Oonops oblucus được Arthur M. Chickering miêu tả năm 1972.